# Thomas Spencer Baynes
Thomas Spencer Baynes (né le 24 mars 1823 à Wellington et mort à 31 mai 1887  à Londres) est un philosophe, journaliste et encyclopédiste britannique.

## Biographie
Thomas Spencer Baynes est le fils d'un pasteur baptiste. Il est né à Wellington (Somerset), il projette de devenir pasteur baptiste et étudie la théologie au séminaire de Bath dans cet objectif, mais il est fortement attiré par les études de philosophe. Il quitte donc le séminaire pour étudier à l'Université d'Édimbourg, où il devient l'élève favori de William Hamilton et son système philosophique.
Il travaille d'abord comme rédacteur dans un journal d'Édimbourg, et après une convalescence après un problème de santé, Baynes quitte le journalisme en 1858 alors qu'il est assistant-rédacteur au Daily News. En 1864 il est embauché comme professeur de logique et de littérature de langue anglaise à Université de St Andrews, dans laquelle il conduit l'étude de William Shakespeare. Il contribue à l'Edinburgh Review et au Fraser's Magazine avec des articles remarquables (principalement par son vocabulaire et l'étendue de ses connaissances) qui seront compilés dans Shakespeare Studies.
En 1873, il est nommé surintendant de la neuvième édition Encyclopædia Britannica, et sera assisté après 1880 par William Robertson Smith. Baynes est le premier anglais rédacteur en chef de l'Encyclopædia Britannica alors que tous ses prédécesseurs étaient écossais.